# Sidibéla
Sidibéla is een gemeente (commune) in de regio Kayes in Mali. De gemeente telt 7600 inwoners (2009).